# 2005 en Suisse

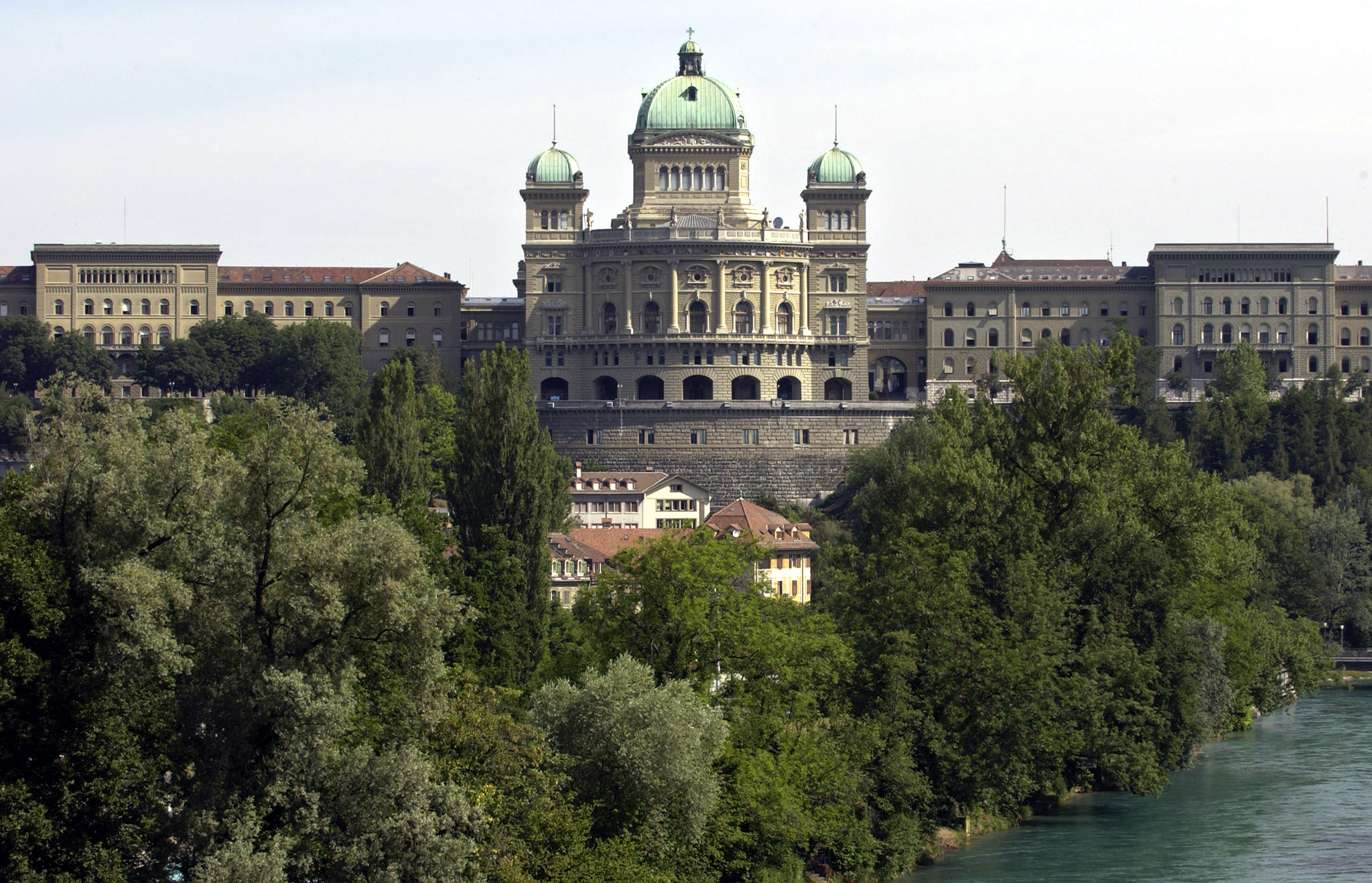
La palais fédéral suisse à Berne

Chronologie de la Suisse
- 2001
- 2002
- 2003
- 2004
- 2005
- 2006
- 2007
- 2008
- 2009

2003 par pays en Europe - 2004 par pays en Europe - 2005 par pays en Europe - 2006 par pays en Europe - 2007 par pays en Europe
2003 en Europe - 2004 en Europe - 2005 en Europe - 2006 en Europe - 2007 en Europe 

## Gouvernement au 1erjanvier 2005
- Conseil fédéral[1]:
  - Samuel Schmid, (UDC/BE), président de la Confédération
  - Moritz Leuenberger, (PS/ZH), vice-président de la Confédération
  - Pascal Couchepin, (PRD/VS)
  - Joseph Deiss, (PDC/FR)
  - Micheline Calmy-Rey, (PS/GE)
  - Christoph Blocher, (UDC/ZH)
  - Hans-Rudolf Merz, (PRD/AR)

## Événements

### Janvier
Samedi 1er janvier 
- Création de la compagnie ferroviaire du Zentralbahn, qui résulte du regroupement du Lucerne-Stans-Engelberg (LSE) et de la ligne CFF à voie étroite du Brünig.
- Samuel Schmid prend ses fonctions de président de la Confédération.
- L'âge de la retraite des femmes passe de 63 à 64 ans.
- L'alcoolémie tolérée sur les routes suisses passe de 0,8 à 0,5 pour mille.

 Mercredi 5 janvier 
- Journée de deuil national à la suite du séisme du 26 décembre 2004 dans l'océan Indien annoncée par le nouveau président, Samuel Schmid. Le nombre de victimes alors suspecté en faisait la plus grande tragédie qu'ait connue le pays depuis plus de 200 ans.

 Vendredi 7 janvier 
- Décès à Dampierre-sur-Loire (Saumur), à l’âge de 84 ans, de l’écrivain Georges Piroué.

 Mercredi 26 janvier - Dimanche 30 janvier 
- Le 35e World Economic Forum se tient à Davos.

### Février
Samedi 5 février 
- Le parti démocrate-chrétien suisse (PDC) a dit « oui » aux accords bilatéraux II (Schengen et Dublin), signés par Berne avec l’Union européenne.
  - Réunis en assemblée samedi, les délégués ont également plébiscité l'extension de la libre circulation des personnes aux dix nouveaux États membres de l'UE.
  - Si le référendum lancé par l'Union démocratique du centre (UDC) réunit les 50 000 signatures requises, le peuple suisse devra se prononcer le 5 juin sur l'adhésion à l'espace Schengen et à la convention de Dublin.

 Lundi 7 février 
- Une prise d'otages a eu lieu dans l'ambassade espagnole à Berne.

 Mercredi 9 février 
- Le Tribunal fédéral décide que l'argent de l'ex-dictateur nigérien Sani Abacha peut être retourné au Nigeria.

 Vendredi 11 février 

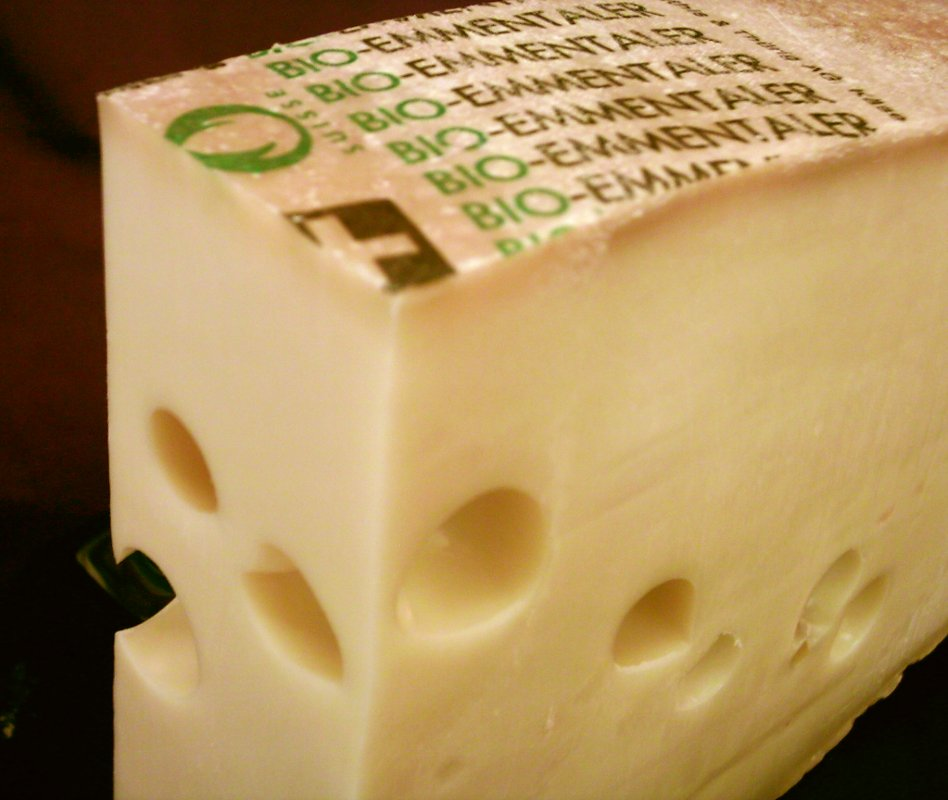
Le fromage Emmental.

- Trop de jeunes dépensent sans avoir assez d'argent. Près de 80 % des personnes endettées l'ont été pour la première fois avant l'âge de 25 ans. Les origines de l'endettement sont multiples. Les jeunes se couvrent de dettes parce qu'ils sont victimes d'achats compulsifs, parce qu'ils tombent sous l'influence de la publicité, parce qu'ils se laissent guider par les pratiques commerciales de certains ou parce qu'ils recourent trop au crédit à la consommation.
- Les routes moins meurtrières en 2004. Le nombre de morts sur la route a reculé de 7 % l’année dernière, passant de 549 en 2003 à 509 et celui des blessés graves de 5 900 à 5 500. Une fois de plus, les causes principales des accidents mortels sont la vitesse inadaptée (40 % des accidents) et la conduite en état d’ébriété (20 %).
- Le pays a exporté davantage de fromage en 2004. La Suisse a exporté 55 613 tonnes de fromage en 2004, fromage fondu inclus, soit 7,3 % de plus que l'année précédente. Les importations ont en revanche diminué de 1,3 % à 31 461 tonnes, selon l'Organisation fromagère suisse.
  - L'exportation de fromage à pâte mi-dure a augmenté de 609 tonnes (+ 8,6 %). L'appenzeller avec 245 tonnes (+5,2 %) et les diverses spécialités à pâte mi-dure avec 214 tonnes (+ 64 %) réalisent les plus fortes augmentations.
  - La tête de moine AOC, le fromage à raclette et le vacherin fribourgeois ont eux aussi progressé entre 11 % et 15,7 %. Une hausse de 873 tonnes (+ 9,3 %) a de même été enregistrée par le gruyère AOC. L'emmentaler a lui progressé de 1 096 tonnes ou 4,5 %.

 Mercredi 16 février 
- Les autorités suisses ont annoncé qu'elles allaient rendre au Nigéria 458 millions de dollars US, actuellement bloqués sur un des comptes du dictateur nigérian Sani Abacha (mort en 1998). La Suisse entend prouver qu'elle ne protège pas les fonds d'origine criminelle ; le Nigéria espère que cela va servir d'exemple à d'autres pays accueillant des fonds détournés par l'ancien dictateur.

 Jeudi 24 février 
- Élevage : le Conseil fédéral a décidé d'interdire le chanvre comme nourriture pour animaux d'élevage, à partir du 1er mars prochain. Des traces de psychotropes ont été détectées dans des échantillons de lait.

### Mars
Mardi 1er mars 

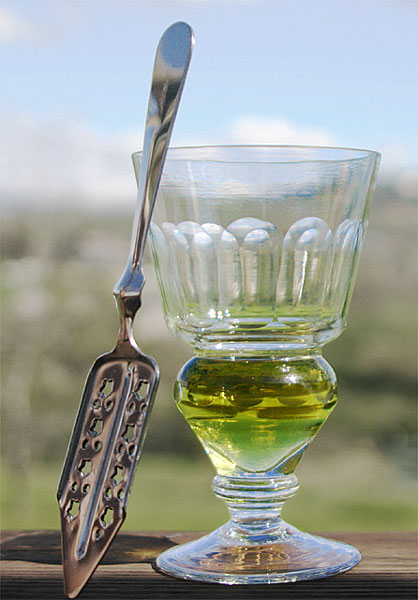
Verre d'absinthe.

- Après 95 ans d'interdiction, l'absinthe est à nouveau légalisée. Les producteurs du Val de Travers songent déjà à déposer une demande d'obtention pour une AOC.

 Lundi 14 mars 
- La synagogue de Lugano et un magasin géré par une personne de confession juive ont été incendiés dans la nuit de dimanche à lundi. Selon la police tessinoise, les deux sinistres sont d'origine criminelle. Les dégâts sont considérables[2].

 Mercredi 23 mars 
- La compagnie Swiss va être rachetée officiellement le 4 mai par la compagnie allemande Lufthansa. La Confédération, qui avait injecté quelque 600 millions de francs en action, risque de ne rien toucher.

 Jeudi 24 mars 
- Rencontre entre Micheline Calmy-Rey et Nguyên Van An, président de l'Assemblée nationale du Viêt Nam, à Berne. Les questions de droits de l'homme au Viêt Nam ont notamment été abordées.

 Vendredi 25 mars 
- Le canton du Valais découvre l'utilisation indue par la commune de Mörel d'une somme de 860 000 francs donnée par la Chaîne du bonheur, à la suite des intempéries de 2000. La commune n'avait pas déclaré 700 000 francs de dons privés reçus à la suite d'un appel à la solidarité d'un quotidien argovien. La commune avait utilisé la somme pour des aménagements sportifs.

### Avril
Dimanche 3 avril 
1 500 manifestants défilent entre Chiètres et Montilier (FR) pour protester contre le déclassement de zone agricole à zone à bâtir du terrain sur lequel est projeté la construction d’une usine d’Amgen à Galmiz.
 Mardi 5 avril 

Drapeau européen.

- La Commission de la concurrence suisse propose l'application du principe du cassis de Dijon avec les pays membres de l'Union européenne afin de diminuer la cherté du coût de la vie dans le pays.

 Mercredi 6 avril 
- Décès à Lutry (VD), à l’âge de 78 ans, de l’organiste André Luy.

 Jeudi 7 avril 
- Pour la vingt-septième fois de son histoire, le HC Davos devient champion de Suisse de hockey-sur-glace.

 Samedi 9 avril 
- Antonella Lama est élue Miss Suisse romande 2005. Très rapidement, cette élection tourne à la polémique: le vote du jury aurait été entaché d'irrégularités. La Télévision suisse romande et le journal Le Matin annoncent quelques jours plus tard qu'ils ne seront plus partenaires de l'émission si l'organisation de la manifestation n'est pas confiée à une autre équipe.

 Jeudi 14 avril 
- Le Conseil fédéral présente sa position, favorable, et ses arguments vis-à-vis de l'adhésion de la Suisse à la Espace Schengen et la Convention de Dublin qui sera soumise en votation populaire le 6 juin 2005.

 Vendredi 15 avril 
- Inauguration à Genève, du Musée international de la Réforme.

 Dimanche 17 avril 
- Un grave accident de car sur la route menant au tunnel du Grand-Saint-Bernard a fait 12 morts et une quinzaine de blessés. Le véhicule a quitté la route, a fait des tonneaux sur 60 mètres avant de chuter au fond d'un ravin de 150 mètres. Plus de 200 secouristes ont été dépêchés sur place.

 Dimanche 24 avril 
- Canton de Genève : les électeurs ont approuvé une révision de la constitution cantonale accordant le droit de vote communal aux étrangers domiciliés sur le canton et résidant en Suisse depuis plus de huit ans. L'initiative visant à leur accorder également le droit d'éligibilité a été rejetée, de même que sept autres objets financiers.

 Jeudi 28 avril 

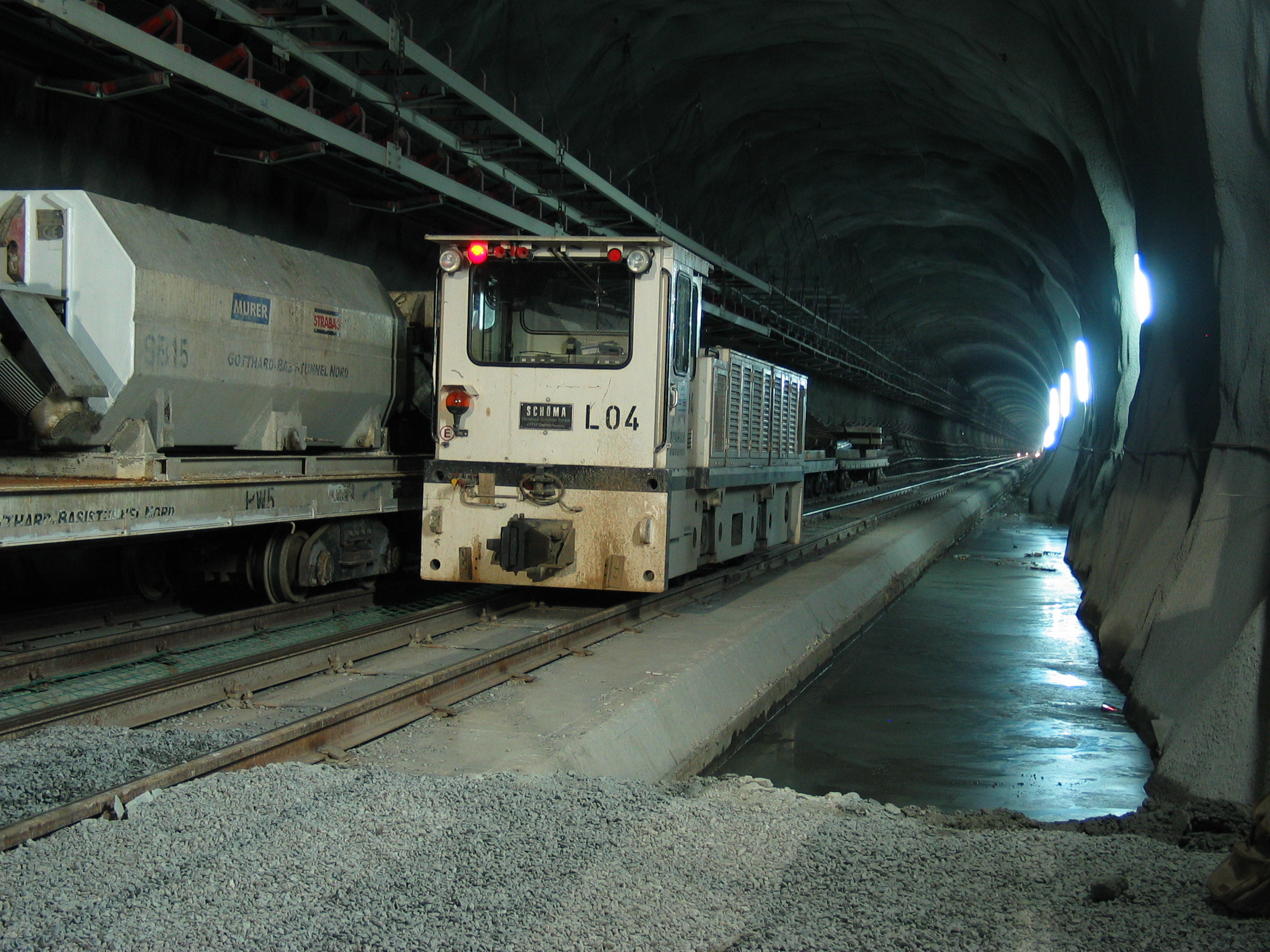
Tunnel de base du Saint-Gothard

- Le percement du tunnel ferroviaire du Loetschberg s'est achevé dans la matinée, marquant une nouvelle étape dans la construction des NLFA (nouvelles liaisons ferroviaires alpines). Les premiers trains devraient pouvoir circuler en 2007, réduisant d'un tiers la durée du trajet Berne-Brigue.

 Vendredi 29 avril 
- Le fabricant de lingerie Calida annonce le rachat d’Aubade, grand nom français dans le dessous chic.

 Samedi 30 avril 
- Zurich - Le plus bel homme de Suisse s'appelle Renzo Blumenthal. Il a 28 ans et vient de Vella (Grisons). Cet agriculteur a été élu Mister Suisse 2005. Il succède à l'Argovien Sven Melig.

### Mai
Dimanche 1er mai 
- Zurich, Fête du 1er mai : Au moins 6 blessés dans une bagarre qui a dégénéré en fusillade. 5 suspects ont été arrêtés.

 Lundi 2 mai 
- Berne : L'ancien ministre russe de l'énergie atomique Evgueni Adamov a été arrêté à Berne sur demande du Ministère américain de la justice. Il est soupçonné d'avoir détourné 9 millions de dollars du département américain de l'Energie destinés à améliorer la sécurité nucléaire en Russie[3].

 Mardi 3 mai 
- Hans-Rudolf Merz plaide pour Schengen/Dublin au poste frontière de Bardonnex (canton de Genève). Le conseiller fédéral s'est rendu sur le terrain pour défendre l'accord bilatéral avec l'UE - Visite du poste frontière de Bardonnex et démonstration de contrôles mobiles.

 Mercredi 4 mai 
- Le Conseil fédéral a approuvé le principe du cassis de Dijon, appliqué dans l'Union européenne. Cela permettrait de vendre sans restriction en Suisse un bien produit selon les dispositions en vigueur dans un État de l'UE. Selon le Conseil fédéral, cela contribuera à dynamiser la concurrence en Suisse et à réduire les coûts pour les entreprises et les consommateurs.

 Lundi 9 mai

Drapeau du Luxembourg

- Peter Friederich, ancien ambassadeur suisse au Luxembourg, est mis en examen pour Blanchiment d'argent.

 Mercredi 11 mai 
- Le FC Bâle s’adjuge, pour la onzième fois de son histoire, le titre de champion de Suisse de football.

 Jeudi 12 mai 
- Dans la nuit de jeudi à vendredi, un jeune homme prend en otages quatre personnes dans un appartement de Porrentruy. Armé d'un fusil d'assaut, le preneur d'otages est arrêté par la police alors qu'il prenait la fuite. Il n'y a pas eu d'effusion de sang. L'homme serait perturbé mentalement, selon la police.

 Vendredi 13 mai 
- La police cantonale fribourgeoise a démantelé un réseau de trafic d'héroïne. La quantité de drogue (115 kilos) est la plus importante jamais saisie dans le canton de Fribourg.

 Lundi 16 mai 

Drapeau de la Russie

- La Russie demande le retour au pays de l'ex-ministre de l'énergie Evgueni Adamov, qui attend dans une prison suisse son extradition vers les États-Unis.

 Mercredi 18 mai 
- La conseillère fédérale Micheline Calmy-Rey discute avec ses collègues du gouvernement les grandes lignes de la politique étrangère suisse, lors d'une séance spéciale du Conseil fédéral. Les relations avec l'Union européenne restent une priorité, mais il est décidé d'accorder une importance accrue aux relations avec les États-Unis et avec des puissances comme l'Inde et la Chine.

 Samedi 21 mai 
- Au 50e Concours Eurovision de la chanson 2005, la Suisse se classe en 8e position grâce à la performance des Estoniennes du groupe Vanilla Ninja, qui ont chanté pour la Suisse. Celle-ci est ainsi automatiquement qualifiée pour la finale de l'an prochain. C'est la Grèce qui a remporté le concours, qui avait lieu à Kiev, en Ukraine.

 Lundi 23 mai 
- La compagnie ferroviaire du Gornergrat est rachetée par BVZ Holding, qui chapeaute les chemins de fer de montagne Brigue-Viège-Zermatt et Furka-Oberalp.

 Mercredi 25 mai

Drapeau de l'Inde

- Visite d'État du Président indien Abdul Kalam en Suisse. Cette visite survient quelques jours après que le Conseil fédéral a redéfini les grandes lignes de sa politique étrangère et fixé parmi les priorités une attention accrue envers les puissances émergentes comme l'Inde et la Chine.

 Jeudi 26 mai 
- Dans le procès à Bienne sur le meurtre de Brigitte Didier, le prévenu est jugé coupable d'assassinat par le Tribunal d'arrondissement Bienne-Nidau. Il est condamné à la réclusion à perpétuité, une peine suspendue en faveur d'un internement, en raison d'un très fort risque de récidive. L'homme purgeait déjà une peine de réclusion de 15 ans pour un autre meurtre.

### Juin
Mercredi 1er juin 

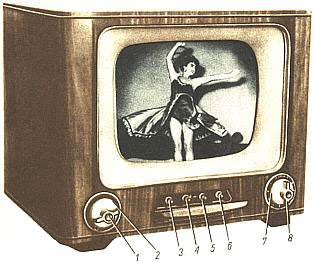
Télévision

- Après le Tessin et l'Engadine, la télévision numérique terrestre (TNT) pénètre en Suisse romande. Les autres régions romandes devraient pouvoir en bénéficier d'ici à 2008. Quatre chaînes de la SSR peuvent désormais être captées via l'antenne classique: TSR1, TSR2, SF1 et TSI1.
- Un EMS de Morges (VD) est condamné par le Tribunal de Prud'Hommes de Lausanne pour discrimination à l'embauche. Sa directrice avait refusé d'engager une aide-infirmière noire comme veilleuse de nuit, sous prétexte que sa couleur de peau ferait peur aux patients. L'EMS devra verser 5 000 francs d'indemnités à cette Suissesse de 33 ans d'origine africaine.

 Vendredi 3 juin 
- Chef du Département de l'Intérieur, Pascal Couchepin annonce la décision de ne plus faire rembourser certaines médecines « alternatives » par les caisses maladie. Les assurances ne seront plus tenues de rembourser l'homéopathie, la phytothérapie, la thérapie neurale, la médecine anthroposophique et la médecine traditionnelle chinoise. L'annonce a provoqué une véritable levée de boucliers.

 Dimanche 5 juin 

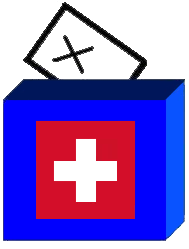

- Les Suisses ont été appelés à se prononcer sur deux objets fédéraux, sous la forme de deux référendums facultatifs, de nature très différente. Le premier concerne la Loi fédérale sur le partenariat enregistré entre personnes du même sexe (LPart), qui prévoit la création d'un PACS fédéral, offrant des droits relativement similaires à ceux accordés aux couples mariés. Ce PACS ne concerne, comme l'intitulé de la loi l'indique, que les couples homosexuels, contrairement à ce qui existe dans certains cantons suisses, comme Genève, ou en France. Les milieux de la droite conservatrice, tels que l'UDC, l'UDF ou encore les Démocrates suisses (DS) constituent les seules forces politiques non négligeables qui s'opposent à cette loi. Les autres partis sont favorables au oui qui l'a emporté par 58 % des suffrages (1 557 671 oui contre 1 126 578 non). Certains cantons catholiques ont refusé le projet dont Valais et le Jura.

Le second objet porte sur l'accord d'association de la Suisse aux Accords de Schengen/Dublin conclus avec l'Union européenne dans le cadre des accords bilatéraux II. Les principales forces du pays, à l'exception notable de l'UDC et des milieux nationalistes, soutiennent une participation de la Suisse à ces accords. Même si des récents scrutins fédéraux ont montré que les arguments nationalistes et xénophobes ont un impact important au sein de l'électorat suisse, le oui l'a nettement emporté par 54,6 % des suffrages (1 474 704 oui contre 1 226 449 non) avec une participation de 56 %. La Suisse romande a voté nettement oui. Les cantons alémaniques de Bâle, Berne, Soleure, Zoug et Zurich se sont également prononcés pour l'acceptation des accords.
 Dimanche 19 juin 
- La chute d'un avion de tourisme a fait deux morts à Dittigen. L'appareil s'est écrasé au sol vers 15 h non loin de l'aérodrome. Les raisons de ce crash ne sont pas connues.
- L’Espagnol Aitor González remporte le Tour de Suisse cycliste.

 Lundi 20 juin 
- Inauguration à Berne, du Centre Paul Klee.

 Mercredi 22 juin 

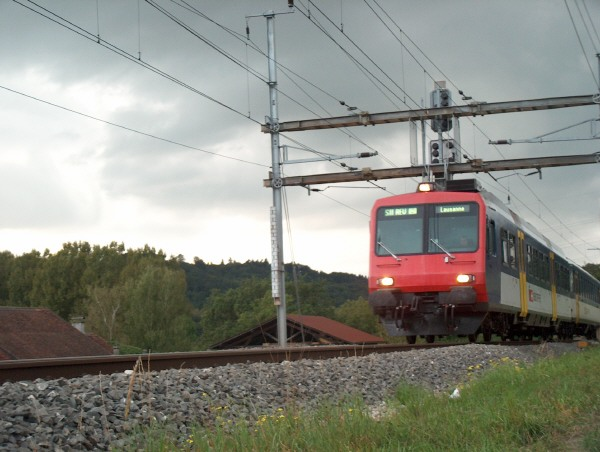
Train régional du réseau ferroviaire suisse.

- Dans la plus grande panne de son histoire, le réseau ferroviaire suisse (CFF et BLS) a été totalement paralysé durant trois heures entre 18 heures et 21 heures. Plus de 100 000 voyageurs sont restés bloqués, parfois à l'intérieur de wagons dont la climatisation ne marchait plus. La situation a été normalisée durant la nuit.

 Jeudi 23 juin 
- Une nouvelle panne de courant paralyse le réseau CFF en Suisse romande, comme le jour précédent. Cette fois la panne est due à la foudre.

 Vendredi 24 juin 
- La rivière qui traverse Les Diablerets a débordé à la suite d'un violent orage et a provoqué des inondations dans le village et le camping.

 Mercredi 29 juin 
- Les intempéries dans le pays ont fait un mort. Une femme écrasée par une branche.

 Dimanche 17 juillet 
- Antonella Lama, Miss Suisse romande 2005 décède dans un tragique accident de la route en Italie.

### Juillet
Vendredi 1er juillet 

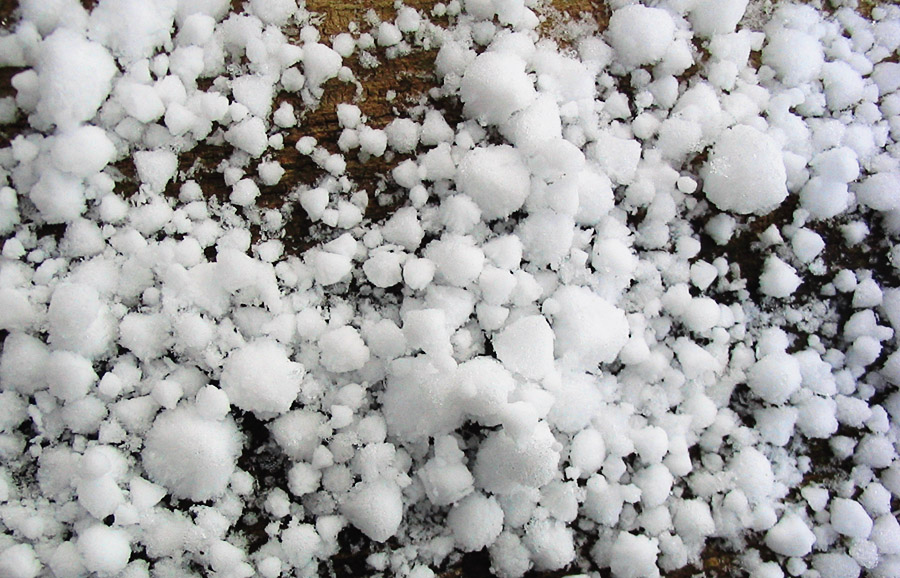
Grêle

- À 12 h 0, Radio Framboise disparaît de la bande FM pour faire place à Rouge FM.

 Lundi 18 juillet 
- Une tempête de grêle déferle sur le Léman. On déplore plusieurs blessés et les dégâts matériels sont considérables, principalement à Montreux. L'averse de grêle ravage une grande partie du vignoble de Lavaux.

 Jeudi 28 juillet 
- Un ours brun, de retour en Suisse après 100 ans d'absence, est photographié près de Tschierv (GR).

### Août
Lundi 1er août 
- Fête nationale suisse. Le Président de la Confédération, Samuel Schmid se fait insulter par des nationalistes et doit quitter la prairie du Grütli avant l'hymne national.

### Septembre
Jeudi 1er septembre 

Logo de la compagnie Flash Airlines

- Publication de la liste noire des compagnies aériennes interdites en Suisse qui compte deux sociétés : Flash Airlines (Égypte) et Air-Van Airlines (Arménie). D'après l'office fédéral de l'aviation civile ces compagnies sont interdites d'atterrissage en Suisse « en raison de problèmes de sécurité systématiques ».
- Un arrêt automatique du réacteur est survenu à la centrale nucléaire de Leibstadt dans le nord du pays. L'origine de l'incident est pour l'heure inconnue. Après cinq mois d'interruption consécutive à une panne, la centrale nucléaire avait reçu l'autorisation de remise en service samedi 27 août.

 Vendredi 23 septembre 
- Le pays a refoulé un prédicateur islamiste égyptienien qui se rendait au congrès annuel de la Ligue des musulmans de Suisse (LMS). L'imam Wagdy Ghoneim a été expulsé peu après son arrivée à l'aéroport de Genève.

 Dimanche 25 septembre 
- Votation portant sur l'extension de l'accord sur la libre-circulation des personnes aux nouveaux états membres de l'Union européenne. Le peuple l'approuve à 56 %.

 Jeudi 29 septembre 
- Le groupe chinois Johnson Electric reprend le fabricant de moteurs SAIA-Burgess à Morat (FR).

### Octobre
Lundi 3 octobre 
- Le pays décide d'extrader vers les États-Unis l'ancien ministre russe de l'Energie atomique, Evgueni Adamov, emprisonné depuis mai.

 Lundi 10 octobre 
- Décès à Scherzingen (TG), à l’âge de 93 ans, du psychiatre Roland Kuhn.

 Mercredi 12 octobre 
- Le fabricant d’emballages pour boissons Tetra Pak annonce la suppression de 131 emplois sur les 241 que compte son site de Romont (FR)

 Jeudi 27 octobre 
- La chaîne allemande Aldi ouvre ses quatre premiers magasins suisses dans les cantons de Thurgovie, de Sant-Gall et d’AG.

 Lundi 31 octobre 
- Lancement du quotidien gratuit Le Matin Bleu.

### Novembre
Dimanche 13 novembre 2005

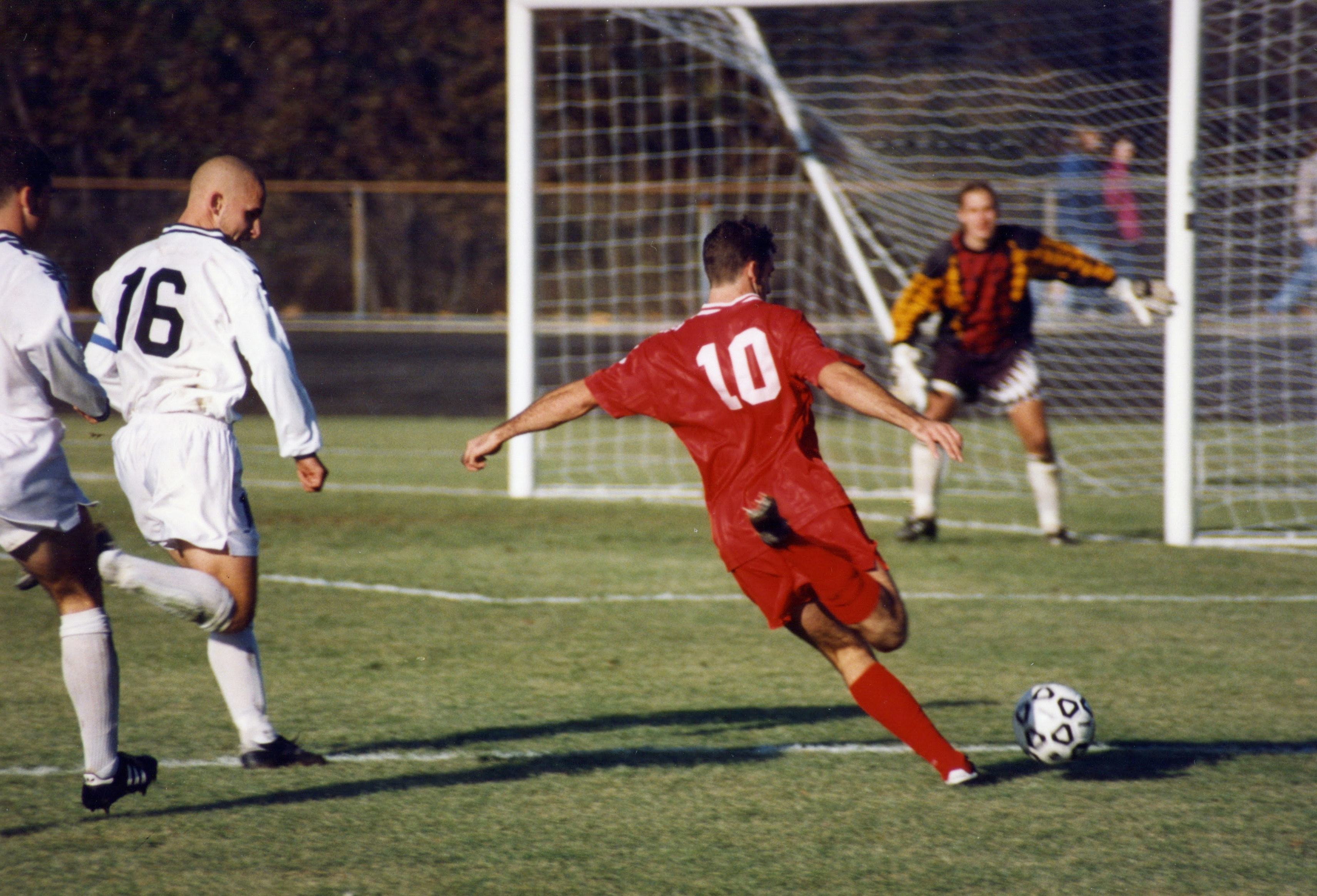
Football

- Elections cantonales à Genève. Robert Cramer (Les Verts), David Hiler (Les Verts), François Longchamp (PRD), Pierre-François Unger (PDC), Mark Muller (PLS), Charles Beer (PSS) et Laurent Moutinot (PSS) sont élus au Conseil d’Etat lors du 1er tour de scrutin.

 Mardi 15 novembre 
- Les deux géants de la construction Zschokke et Batigroup fusionnent pour créer le groupe Implenia.

 Mercredi 16 novembre 
- Football : le match de barrage pour la qualification à la coupe du monde de football de 2006 entre l'équipe suisse et l'équipe turque s'est soldé par la victoire de la Suisse et par des violences après match. Les joueurs suisses ont quitté le stade d'Istanbul sous les projectiles du public avant d'être agressés dans les vestiaires par leurs adversaires. Un des joueurs, Stéphane Grichting, a été hospitalisé à la suite de ses blessures. La Turquie pourrait être exclue des éliminatoires de la coupe du monde de football de 2010.

 Dimanche 27 novembre 
- Un moratoire interdisant durant cinq ans la culture d'OGM a été adopté à la majorité de 55,7 % des votants.

### Décembre
Vendredi 9 décembre 
- Mise en service de l’évitement routier de Klosters (GR), avec le tunnel de Gostchna, d’une longueur de 4,2 km.

## Décès
- 1er février : Werner Arnold, cycliste suisse, 74 ans
- 6 avril : André Luy, organiste suisse, 78 ans
- 5 mai : Christian Speck, homme politique suisse, 68 ans
- 5 mai : Willy Steffen, footballeur suisse, 80 ans
- 6 mai : Jost Gross, homme politique suisse, 59 ans
- 8 mai : Gianpietro Zappa, footballeur suisse, 49 ans
- 10 mai : Otto Steiger, écrivain suisse, 95 ans
- 17 juillet : Antonella Lama, miss Suisse Romande 2005, 22 ans
- 18 novembre : Gérard Crombac, journaliste auto suisse, 76 ans
- 1er décembre : Werner Weber, auteur suisse, 86 ans